# Seznam panovníků šestnácti států
Panovníci Šestnácti států stáli v letech  304–439 čele států vzniklých začátkem 4. století v severní Číně na místě čínské říše Tin, které se musela omezit na jih Číny. Severní státy průběžně vznikaly a zanikaly v urputných bojích mezi sebou i s Číňany. Neustávající válčení a nestabilita skončily ve 30. letech 5. století, kdy sever Číny sjednotila říše Severní Wej, čímž na severu Číny období Šestnácti států přešlo v období Jižních a severních dynastií.
Pojem „Šestnáct států“ poprvé použil v 6. století historik Cchuej Chung v Letopisech Šestnácti států, přičemž z většího množství tehdy existujících útvarů vybral šestnáct nejvýznamnějších, a sice Severní Chan/Rané Čao, Pozdní Čao, Čcheng-Chan, Raná Jen, Pozdní Jen, Jižní Jen, Severní Jen, Raná Liang, Pozdní Liang, Jižní Liang, Severní Liang, Západní Liang, Raná Čchin, Pozdní Čchin, Západní Čchin a Sia. Přitom vynechal státy Žan Wej, Západní Šu, Západní Jen, Tuan, Jü-wen, Čchou-čch’, Raná Wej, Taj a též říši Severní Wej. Klasická čínská historiografie nazývala toto období dobou „Šestnácti států a pěti barbarských kmenů“, protože většinu ze států založili náčelníci pocházející z nečínských kmenů, a sice Siungnuů, Sienpejů, Tiů, Ťieů a Čchiangů.

## Seznamy panovníků
Podle čínské tradice panovník (císař, král) po smrti obdržel čestné posmrtné jméno. Dalším jménem udělovaným posmrtně bylo chrámové jméno, určené k použití při obřadech v chrámu předků dynastie. Obě jména vyjadřovala charakter vlády a panovníka, například zakladatelé dynastií dostávali chrámové jméno Tchaj-cu (太祖, Velký předek, Velký praotec).
Éra vlády je název kratšího či delšího období vlády, shrnující základní směr státní politiky.

### Severní Chan (304–318) a Rané Čao (318–329)
| Jméno                  | Jméno                  | Jméno                   | Portrét                | Narození Úmrtí         | Vláda                  | Éra vlády                                                                                               | Poznámky                |
| posmrtné               | chrámové               | příjmení a osobní jméno | Portrét                | Narození Úmrtí         | Vláda                  | Éra vlády                                                                                               | Poznámky                |
| Severní Chan (304–318) | Severní Chan (304–318) | Severní Chan (304–318)  | Severní Chan (304–318) | Severní Chan (304–318) | Severní Chan (304–318) | Severní Chan (304–318)                                                                                  | Severní Chan (304–318)  |
| ---------------------- | ---------------------- | ----------------------- | ---------------------- | ---------------------- | ---------------------- | --- | ----------------------- |
| Kuang-wen-ti 光文帝    | Kao-cu 高祖            | Liou Jüan 劉淵          |                        | † 310                  | 304–310                | Jüan-si (元熙, 304–308) Jung-feng (永鳳, 308–309) Che-žuej (河瑞, 309–310)                              |                         |
| –                      | –                      | Liou Che 劉和           |                        | † 310                  | 310                    | – | syn předešlého          |
| Čao-wu-ti 昭武帝       | Lie-cung 烈宗          | Liou Cchung 劉聰        |                        | † 318                  | 310–318                | Kuang-sing (光興, 310–311) Ťia-pching (嘉平, 311–315) Ťien-jüan (建元, 315–316) Lin-ťia (麟嘉, 316–318) | mladší bratr předešlého |
| Jin-ti 隱帝            | –                      | Liou Cchan 劉聰         |                        | † 318                  | 318                    | Chan-čchang (漢昌, 318)                                                                                 | syn předešlého          |
| Rané Čao (318–329)     |                        |                         |                        |                        |                        | |                         |
| –                      | –                      | Liou Jao 劉曜           |                        | † 329                  | 318–329                | Kuang-čchu (光初, 318–329)                                                                              | příbuzný Liou Jüana     |
| –                      | –                      | Liou Si 劉熙            |                        | † 329                  | 329                    | – | syn předešlého          |

### Pozdní Čao (319–351)
| Jméno        | Jméno         | Jméno                   | Portrét | Narození Úmrtí | Vláda   | Éra vlády                                                                      | Poznámky                 |
| posmrtné     | chrámové      | příjmení a osobní jméno | Portrét | Narození Úmrtí | Vláda   | Éra vlády                                                                      | Poznámky                 |
| ------------ | ------------- | ----------------------- | ------- | -------------- | ------- | ------------------------------------------------------------------------------ | ------------------------ |
| Ming-ti 文帝 | Kao-cu 高祖   | Š’ Le 石勒              |         | 274–333        | 319–333 | Čao-wang (趙王, 319–328) Tchaj-che (太和, 328–330) Ťien-pching (建平, 330–333) |                          |
| –            | –             | Š’ Chung 石弘           |         | 313–334        | 333–334 | Jen-si (延熙, 334)                                                             | syn předešlého           |
| Wu-ti 武帝   | Tchaj-cu 太祖 | Š’ Chu 石虎             |         | 295–349        | 334–349 | Ťien-wu (建武, 335–349) Tchaj-ning (太寧, 349)                                 | příbuzný předešlých      |
| –            | –             | Š’ Š’ 石世              |         | 339–349        | 349     | –                                                                              | nejmladší syn předešlého |
| –            | –             | Š’ Cun 石遵             |         | † 349          | 349     | –                                                                              | bratr předešlého         |
| –            | –             | Š’ Ťien 石鑒            |         | † 350          | 349–350 | Čching-lung (青龍, 350)                                                        | bratr předešlého         |
| –            | –             | Š’ Č’ 石祇              |         | † 351          | 350–351 | Jung-ning (永寧, 351)                                                          | bratr předešlého         |

### Čcheng-Chan (304–347)
| Jméno                            | Jméno            | Jméno                   | Portrét          | Narození Úmrtí   | Vláda            | Éra vlády                                                                     | Poznámky                      |
| posmrtné                         | chrámové         | příjmení a osobní jméno | Portrét          | Narození Úmrtí   | Vláda            | Éra vlády                                                                     | Poznámky                      |
| Čcheng (304–338)                 | Čcheng (304–338) | Čcheng (304–338)        | Čcheng (304–338) | Čcheng (304–338) | Čcheng (304–338) | Čcheng (304–338)                                                              | Čcheng (304–338)              |
| -------------------------------- | ---------------- | ----------------------- | ---------------- | ---------------- | ---------------- | ----------------------------------------------------------------------------- | ----------------------------- |
| Wu-ti 武帝                       | Tchaj-cung 太宗  | Li Siung 李雄           |                  | 274–334          | 304–334          | Ťien-sing (建興, 304–306) Jen-pching (晏平, 306–311) Jü-cheng (玉衡, 311–334) |                               |
| Aj-ti 哀帝                       | –                | Li Pan 李班             |                  | 288–334          | 334              | Jü-cheng (玉衡, 334)                                                          | syn staršího bratra Li Siunga |
| vévoda Jou z Čchiung-tu 邛都幽公 | –                | Li Čchi 李期            |                  | 314–338          | 334–338          | Jü-cheng (玉衡, 334) Jü-cheng (玉恆, 335–338)                                 | syn Li Siunga                 |
| Chan (338–347)                   |                  |                         |                  |                  |                  |                                                                               |                               |
| Čao-wen-ti 昭文                  | Čung-cung 中宗   | Li Šou 李壽             |                  | 300–343          | 338–343          | Chan-sing (漢興, 338–343)                                                     | bratranec Li Siunga           |
| –                                | –                | Li Š’ 李勢              |                  | † 361            | 343–347          | Tchaj-che (太和, 343–346) Ťia-ning (嘉寧, 346–347)                            | syn Li Šoua                   |

### Raná Jen (337–370)
| Jméno                                                     | Jméno         | Jméno                   | Portrét | Narození Úmrtí | Vláda   | Éra vlády                                                                  | Poznámky       |
| posmrtné                                                  | chrámové      | příjmení a osobní jméno | Portrét | Narození Úmrtí | Vláda   | Éra vlády                                                                  | Poznámky       |
| --------------------------------------------------------- | ------------- | ----------------------- | ------- | -------------- | ------- | -------------------------------------------------------------------------- | -------------- |
| král Wen-ming, 文明王 od 352 Wen-ming chuang-ti, 文明皇帝 | Tchaj-cu 太祖 | Mu-žung Chuang 慕容皝   |         | 297–348        | 337–348 | Jen-wang (燕王, 337–348)                                                   |                |
| Ťing-čao chuang-ti 景昭皇帝                               | Lie-cung 烈宗 | Mu-žung Ťün 慕容儁      |         | 319–360        | 348–360 | Jen-wang (燕王, 348–353) Jüan-si (元璽, 353–357) Kuang-šou (光壽, 357–360) | syn předešlého |
| Jou chuang-ti 幽皇帝                                      | –             | Mu-žung Wej 慕容暐      |         | 350–385        | 360–370 | Ťien-si (建熙, 360–370)                                                    | syn předešlého |

### Pozdní Jen (384–409)
| Jméno                        | Jméno          | Jméno                                     | Portrét | Narození Úmrtí | Vláda   | Éra vlády                                          | Poznámky                                     |
| posmrtné                     | chrámové       | příjmení a osobní jméno                   | Portrét | Narození Úmrtí | Vláda   | Éra vlády                                          | Poznámky                                     |
| ---------------------------- | -------------- | ----------------------------------------- | ------- | -------------- | ------- | -------------------------------------------------- | -------------------------------------------- |
| Čcheng-wu chuang-ti 成武皇帝 | Š’-cu 世祖     | Mu-žung Čchuej 慕容垂                     |         | 326–396        | 384–396 | Jen-wang (燕王, 384–386) Ťien-sing (建興, 386–396) | syn Mu-žung Chuanga, prvního vládce Rané Jen |
| Chuej-min chuang-ti 惠愍皇帝 | Lie-cung 烈宗  | Mu-žung Pao 慕容寶                        |         | 355–398        | 396–398 | Jung-kchang (永康, 396–398)                        | syn předešlého                               |
| Jou chuang-ti 幽皇帝         | –              | Lan Chan 蘭汗                             |         | † 398          | 398     | Čching-lung (青龍, 398)                            |                                              |
| Čao-wu chuang-ti 昭武皇帝    | Čung-cung 中宗 | Mu-žung Šeng 慕容盛                       |         | 373–401        | 398–401 | Ťien-pching (建平, 398) Čchang-le (長樂, 399–401)  | syn Mu-žung Paoa                             |
| Čao-wew chuang-ti 昭文皇帝   | –              | Mu-žung Si 慕容熙                         |         | 385–407        | 401–407 | Kuang-š’ (光始, 401–406) Ťien-š’ (建始, 407)       | bratr Mu-žung Paoa                           |
| Chuej-i chuang-ti 惠懿皇帝   | –              | Kao Jün, 高雲; 397–407 Mu-žung Jün 慕容雲 |         | † 409          | 407–409 | Čeng-š’ (正始, 407–409)                            | adoptivní syn Mu-žung Paoa                   |

### Jižní Jen (398–410)
| Jméno                       | Jméno         | Jméno                   | Portrét | Narození Úmrtí | Vláda   | Éra vlády                                          | Poznámky                                     |
| posmrtné                    | chrámové      | příjmení a osobní jméno | Portrét | Narození Úmrtí | Vláda   | Éra vlády                                          | Poznámky                                     |
| --------------------------- | ------------- | ----------------------- | ------- | -------------- | ------- | -------------------------------------------------- | -------------------------------------------- |
| Sien-wu chuang-ti 獻武皇帝  | Š’-cung 世宗  | Mu-žung Te 慕容德       |         | 336–405        | 398–405 | Jen-wang (燕王, 398–400) Ťien-sing (建平, 400–405) | syn Mu-žung Chuanga, prvního vládce Rané Jen |
| Ťing-čao chuang-ti 景昭皇帝 | Lie-cung 烈宗 | Mu-žung Čchao 慕容超    |         | 385–410        | 405–410 | Tchaj-šang (太上, 405–410)                         | synovec předešlého                           |

### Severní Jen (409–436)
| Jméno                         | Jméno         | Jméno                   | Portrét | Narození Úmrtí | Vláda   | Éra vlády                    | Poznámky         |
| posmrtné                      | chrámové      | příjmení a osobní jméno | Portrét | Narození Úmrtí | Vláda   | Éra vlády                    | Poznámky         |
| ----------------------------- | ------------- | ----------------------- | ------- | -------------- | ------- | ---------------------------- | ---------------- |
| Wen-čcheng chuang-ti 文成皇帝 | Tchaj-cu 太祖 | Feng Pa 馮跋            |         | † 430          | 409–430 | Tchaj-pching (太平, 409–430) |                  |
| Čao-čcheng chuang-ti 昭成皇帝 | –             | Feng Chung 馮弘         |         | † 438          | 430–436 | Ta-sing (大興, 431–436)      | bratr předešlého |

Někdy je mezi panovníky Severní Jen řazen i Kao Jün (vládl 407–409), poslední císař Pozdní Jen.

### Raná Liang (320–376)
| Jméno                                      | Jméno    | Jméno                        | Portrét | Narození Úmrtí | Vláda   | Éra vlády                    | Poznámky               |
| posmrtné                                   | chrámové | příjmení a osobní jméno      | Portrét | Narození Úmrtí | Vláda   | Éra vlády                    | Poznámky               |
| ------------------------------------------ | -------- | ---------------------------- | ------- | -------------- | ------- | ---------------------------- | ---------------------- |
| vévoda Čcheng ze Si-pching 西平成公        | –        | Čang Mao 張茂                |         | 277–324        | 320–324 | Jung-jüan (永元, 320–324)    |                        |
| vévoda Čung-čcheng ze Si-pching 西平忠成公 | –        | Čang Ťün 張駿                |         | 307–346        | 324–346 | Tchaj-jüan (太元, 324–346)   | synovec předešlého     |
| vévoda Chuan ze Si-pching 西平桓公         | –        | Čang Čchung-chua 張重華      |         | 327–353        | 346–353 | Jung-le (永樂, 346–353)      | syn předešlého         |
| vévoda Aj ze Si-pching 西平哀公            | –        | Čang Jao-ling 張曜靈         |         | 344–355        | 353     |                              | syn předešlého         |
| Wej-wang 威王                              | –        | Čang Cuo 張祚                |         | † 355          | 353–355 |                              | bratr Čang Čchung-chua |
| vévoda Čchung ze Si-pching 西平文公        | –        | Čang Süan-ťing 張玄靚/張玄靖 |         | 350–363        | 355–363 |                              | syn Čang Čchung-chua   |
| vévoda Tao ze Si-pching 西平悼公           | –        | Čang Tchien-si 張天錫        |         | 346–406        | 363–376 | Tchaj-čching (太清, 364–376) | bratr Čang Čchung-chua |

### Pozdní Liang (386–403)
| Jméno          | Jméno         | Jméno                   | Portrét | Narození Úmrtí | Vláda   | Éra vlády                                                                 | Poznámky             |
| posmrtné       | chrámové      | příjmení a osobní jméno | Portrét | Narození Úmrtí | Vláda   | Éra vlády                                                                 | Poznámky             |
| -------------- | ------------- | ----------------------- | ------- | -------------- | ------- | ------------------------------------------------------------------------- | -------------------- |
| I-wu-ti 懿武帝 | Tchaj-cu 太祖 | Lü Kuang 呂光           |         | 337–400        | 386–400 | Tchaj-an (太安, 386–389) Lin-ťia (麟嘉, 389–396) Lung-fej (龍飛, 396–400) |                      |
| Jin-wang 隱王  | –             | Lü Šao 呂紹             |         | † 400          | 400     |                                                                           | syn předešlého       |
| Ling-ti 靈帝   | –             | Lü Cuan 呂纂            |         | † 401          | 400–401 | Sien-ning (咸寧, 400–401)                                                 | bratr předešlého     |
| –              | –             | Lü Lung 呂隆            |         | † 416          | 401–403 | Šen-ting (神鼎, 401–403)                                                  | bratranec předešlého |

### Jižní Liang (397–414)
| Jméno                         | Jméno       | Jméno                       | Portrét | Narození Úmrtí | Vláda   | Éra vlády                                               | Poznámky         |
| posmrtné                      | chrámové    | příjmení a osobní jméno     | Portrét | Narození Úmrtí | Vláda   | Éra vlády                                               | Poznámky         |
| ----------------------------- | ----------- | --------------------------- | ------- | -------------- | ------- | ------------------------------------------------------- | ---------------- |
| král Wu z Wu-wej 武威武王     | Lie-cu 烈祖 | Tchu-fa Wu-ku 禿髮烏孤      |         | † 399          | 397–399 | Tchaj-čchu (太初, 397–399)                              |                  |
| král Kchang z Che-si 河西康王 | –           | Tchu-fa Li-lu-ku 禿髮利鹿孤 |         | † 402          | 399–402 | Ťien-che (建和, 399–402)                                | bratr předešlého |
| Ťing-wang 景王                | –           | Tchu-fa Žu-tchan 禿髮傉檀   |         | 365–415        | 402–414 | Chung-čchang (弘昌, 402–404) Ťia-pching (嘉平, 409–414) | bratr předešlého |

### Severní Liang (397–439) a Severní Liang v Kao-čchangu (442–460)
| Jméno                       | Jméno         | Jméno                     | Portrét       | Narození Úmrtí | Vláda         | Éra vlády                                                                                         | Poznámky         |
| posmrtné                    | chrámové      | příjmení a osobní jméno   | Portrét       | Narození Úmrtí | Vláda         | Éra vlády                                                                                         | Poznámky         |
| Severní Liang               | Severní Liang | Severní Liang             | Severní Liang | Severní Liang  | Severní Liang | Severní Liang                                                                                     | Severní Liang    |
| --------------------------- | ------------- | ------------------------- | ------------- | -------------- | ------------- | ------------------------------------------------------------------------------------------------- | ---------------- |
| –                           | –             | Tuan Jie 段業             |               | † 401          | 397–401       | Šen-si (神璽, 397–399) Tchien-si (天璽, 399–401)                                                  |                  |
| Wu-süan-wang 武宣王         | Tchaj-cu 太祖 | Ťü-čchü Meng-sün 沮渠蒙遜 |               | 368–433        | 401–433       | Jung-an (永安, 401–412) Süan-š’ (玄始, 412–428) Čcheng-süan (承玄, 428–430) I-che (義和, 430–433) |                  |
| Aj-wang 哀王                | –             | Ťü-čchü Mu-ťien 沮渠牧犍  |               | † 447          | 433–439       | Jung-che (永和, 433–439)                                                                          | syn předešlého   |
| Severní Liang v Kao-čchangu |               |                           |               |                |               |                                                                                                   |                  |
| –                           | –             | Ťü-čchü Mu-ťien 沮渠無諱  |               | † 444          | 442–444       | Čcheng-pching (承平, 443–444)                                                                     | bratr předešlého |
| –                           | –             | Ťü-čchü An-čou 沮渠安周   |               | † 460          | 444–460       | Čcheng-pching (承平, 444–460)                                                                     | bratr předešlého |

### Západní Liang (400–421)
| Jméno              | Jméno         | Jméno                   | Portrét | Narození Úmrtí | Vláda   | Éra vlády                                         | Poznámky         |
| posmrtné           | chrámové      | příjmení a osobní jméno | Portrét | Narození Úmrtí | Vláda   | Éra vlády                                         | Poznámky         |
| ------------------ | ------------- | ----------------------- | ------- | -------------- | ------- | ------------------------------------------------- | ---------------- |
| Wu-čao-wang 武昭王 | Tchaj-cu 太祖 | Li Kao 李暠             |         | 351–417        | 400–417 | Keng-c’ (庚子, 400–405) Ťien-čchu (建初, 406–417) |                  |
| –                  | –             | Li Sin 李歆             |         | † 420          | 417–420 | Ťia-sing (嘉興, 417–420)                          | syn předešlého   |
| –                  | –             | Li Sün 李恂             |         | † 421          | 420–421 | Jung-ťien (永建, 420–421)                         | bratr předešlého |

### Raná Čchin (351–394)
| Jméno                        | Jméno           | Jméno                   | Portrét | Narození Úmrtí | Vláda   | Éra vlády                                                                  | Poznámky            |
| posmrtné                     | chrámové        | příjmení a osobní jméno | Portrét | Narození Úmrtí | Vláda   | Éra vlády                                                                  | Poznámky            |
| ---------------------------- | --------------- | ----------------------- | ------- | -------------- | ------- | -------------------------------------------------------------------------- | ------------------- |
| Ťing-ming chuang-ti 景明皇帝 | Kao-cu 高祖     | Fu Ťien 苻健            |         | 317–355        | 351–355 | Chuang-š’ (皇始, 351–355)                                                  |                     |
| Li-wang 厲王                 | –               | Fu Šeng 苻生            |         | 335–357        | 355–357 | Šou-kuang (壽光, 355–357)                                                  | syn předešlého      |
| Süan-čao-ti 宣昭帝           | Š’-cu 世祖      | Fu Ťien 苻堅            |         | 337–385        | 357–385 | Jung-sing (永興, 357–359) Kan-lu (甘露, 359–364) Ťien-jüan (建元, 365–385) | synovec Fu Ťiena    |
| Aj-pching-ti 哀平帝          | –               | Fu Pchi 苻丕            |         | † 386          | 385–386 | Tchaj-an (太安, 385–386)                                                   | syn předešlého      |
| Kao chuang-ti 高皇帝         | Tchaj-cung 太宗 | Fu Teng 苻登            |         | 343–394        | 386–394 | Tchaj-čchu (太初, 386–394)                                                 | příbuzný předešlého |
| –                            | –               | Fu Čchung 苻崇          |         | † 394          | 394     | Jen-čchu (延初, 394)                                                       | syn předešlého      |

### Pozdní Čchin (384–417)
| Jméno                        | Jméno         | Jméno                   | Portrét | Narození Úmrtí | Vláda   | Éra vlády                                            | Poznámky       |
| posmrtné                     | chrámové      | příjmení a osobní jméno | Portrét | Narození Úmrtí | Vláda   | Éra vlády                                            | Poznámky       |
| ---------------------------- | ------------- | ----------------------- | ------- | -------------- | ------- | ---------------------------------------------------- | -------------- |
| Wu-čao chuang-ti 武昭皇帝    | Tchaj-cu 太祖 | Jao Čchang 姚萇         |         | 331–394        | 384–394 | Paj-čchüe (白雀, 384–386) Ťien-čchu (建初, 386–394)  |                |
| Wen-chuan chuang-ti 文桓皇帝 | Kao-cu 高祖   | Jao Sing 姚興           |         | 366–416        | 394–416 | Chuang-čchu (皇初, 394–399) Chung-š’ (弘始, 399–416) | syn předešlého |
| –                            | –             | Jao Chung 姚泓          |         | 388–417        | 416–417 | Jung-che (永和, 416–417)                             | syn předešlého |

### Západní Čchin (385–400, 409–431)
| Jméno                | Jméno         | Jméno                       | Portrét | Narození Úmrtí | Vláda             | Éra vlády                                              | Poznámky         |
| posmrtné             | chrámové      | příjmení a osobní jméno     | Portrét | Narození Úmrtí | Vláda             | Éra vlády                                              | Poznámky         |
| -------------------- | ------------- | --------------------------- | ------- | -------------- | ----------------- | ------------------------------------------------------ | ---------------- |
| Süan-lie-wang 宣烈王 | Lie-cu 烈祖   | Čchi-fu Kuo-žen 乞伏國仁    |         | † 388          | 385–388           | Ťien-i (建義 , 385–388)                                |                  |
| Wu-jüan-wang 武元王  | Kao-cu 高祖   | Čchi-fu Kan-kuej 乞伏乾歸   |         | † 412          | 388–400 a 409–412 | Tchaj-čchu (太初, 388–400) Keng-š’ (更始, 409–412)     | bratr předešlého |
| Wen-čao-wang 文昭王  | Tchaj-cu 太祖 | Čchi-fu Čch’-pchan 乞伏熾磐 |         | † 428          | 412–428           | Jung-kchang (永康, 412–419) Ťien-chung (建弘, 419–428) | syn předešlého   |
| –                    | –             | Qifu Mu-mo 乞伏暮末         |         | † 431          | 428–431           | Jung-chung (永弘, 428–431)                             | syn předešlého   |

### Sia (407–431)
| Jméno                     | Jméno      | Jméno                   | Portrét | Narození Úmrtí | Vláda   | Éra vlády                                                                                               | Poznámky         |
| posmrtné                  | chrámové   | příjmení a osobní jméno | Portrét | Narození Úmrtí | Vláda   | Éra vlády                                                                                               | Poznámky         |
| ------------------------- | ---------- | ----------------------- | ------- | -------------- | ------- | --- | ---------------- |
| Wu-lie chuang-ti 武烈皇帝 | Š’-cu 世祖 | Che-lien Po-po 赫連勃勃 |         | 381–425        | 407–425 | Lung-šeng (龍升, 407–413) Feng-siang (鳳翔, 413–418) Čchang-wu (昌武, 418–419) Čen-sing (真興, 419–425) |                  |
| –                         | –          | Che-lien Čchang 赫連昌  |         | † 434          | 425–428 | Čcheng-kuang (承光, 425–428)                                                                            | syn předešlého   |
| –                         | –          | Che-lien Ting 赫連定    |         | † 432          | 428–431 | Šeng-kuang (勝光, 428–431)                                                                              | bratr předešlého |